# Personal Computer Memory Card International Association

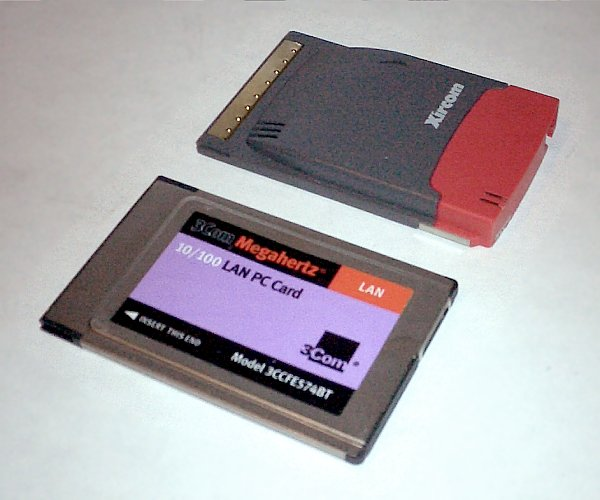
Cartes PCMCIA de type II et III

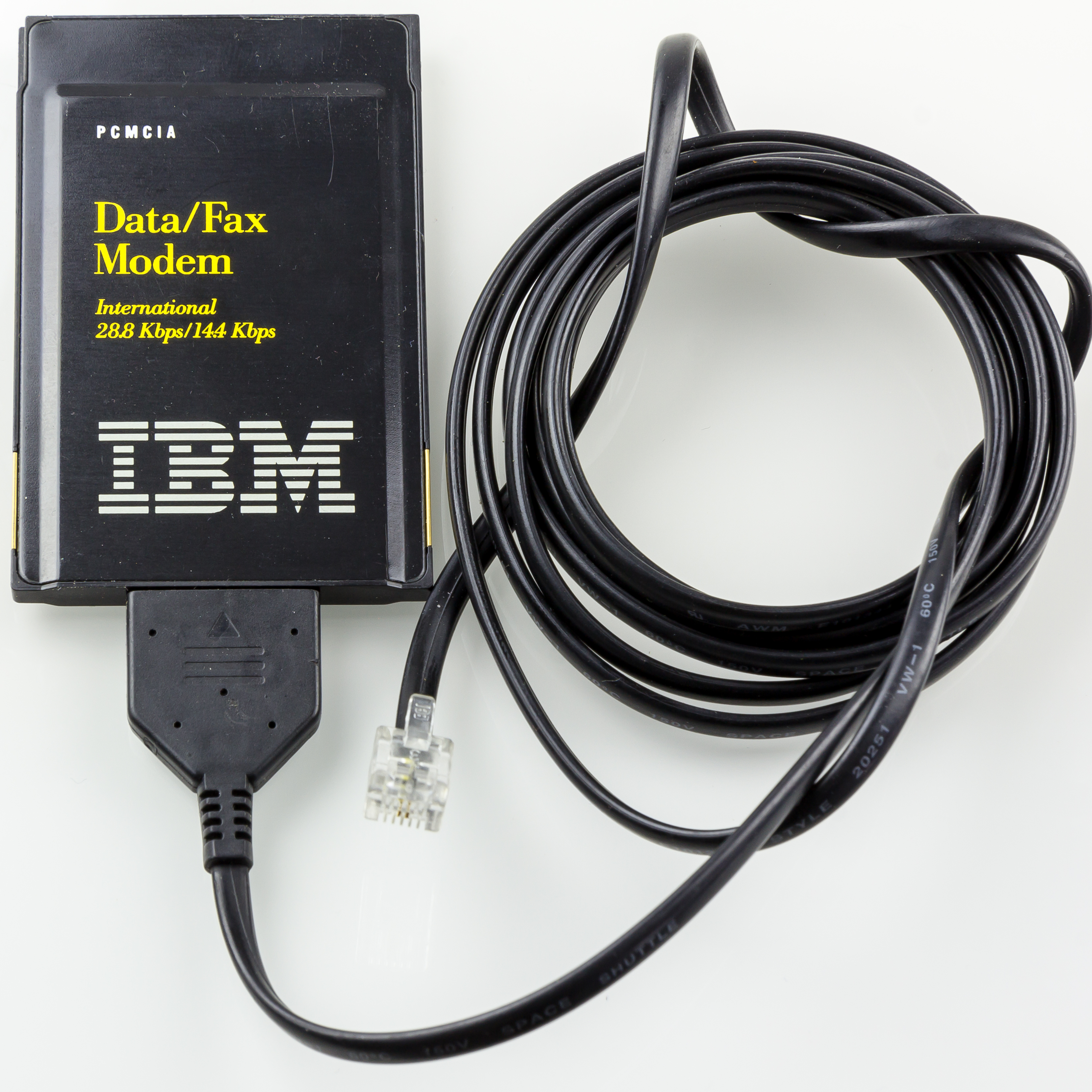
Modem données/télécopies V.34 comme PC-Card de type II

PCMCIA (pour Personal Computer Memory Card International Association), ou PC Card, est un format de carte d'extension ultra-plat, destiné aux ordinateurs portables et à d'autres périphériques.
Le standard a été développé par une association de constructeurs. Développé en 1989, ce type de carte a été lancé en 1990. L'association s'est dissoute en 2009 et ses activités sont désormais gérées par l'USB Implementers Forum.
En télévision numérique DVB, ce standard est également utilisé dans les téléviseurs pour le module d'accès conditionnel (CAM, Conditional Access Module) de l'interface commune pour le contrôle d'accès de la télévision payante.

## Présentation
Le format PCMCIA offre la possibilité d'effectuer des branchements à chaud (Hot Plug en anglais), c’est-à-dire qu'on peut brancher et débrancher les cartes sans éteindre ni redémarrer l’ordinateur ou le périphérique. Comptant 68 broches, les cartes disposent d'un bus informatique d'une longueur de 32 bits au format CardBus, et 16 bits au format PC Card, cadencé à 33 MHz. Il peut transmettre 32×33 × 106 bits par seconde soit 126 Mo par seconde de débit théorique.
Il en existe trois sortes, numérotées de I à III : 
- Type I, épaisseur 3,3 mm. Carte la plus fine, elle est utilisée pour les mémoires flash.
- Type II, épaisseur 5 mm. Elle est utilisée pour les modems, cartes réseau et cartes son.
- Type III, épaisseur 10,5 mm. Carte la plus volumineuse, elle est utilisée pour les disques durs et les cartes combinées modem/réseau.

Le format « PC Card » décrit ci-dessus ne connaît plus de développement et est remplacé par le format ExpressCard, dont le développement est toujours contrôlé par l'association « PCMCIA ».